# Prestfoss
Prestfoss – miasto w gminie Sigdal w Viken w Norwegii. Osada liczy 488 mieszkańców na dzień 1 stycznia 2020 r. i znajduje się przy Kråkefjord, wschodniej części jeziora Soneren.

## Zabytki
Najważniejszym zabytkiem gminy jest kościół Holmen z 1853 roku.

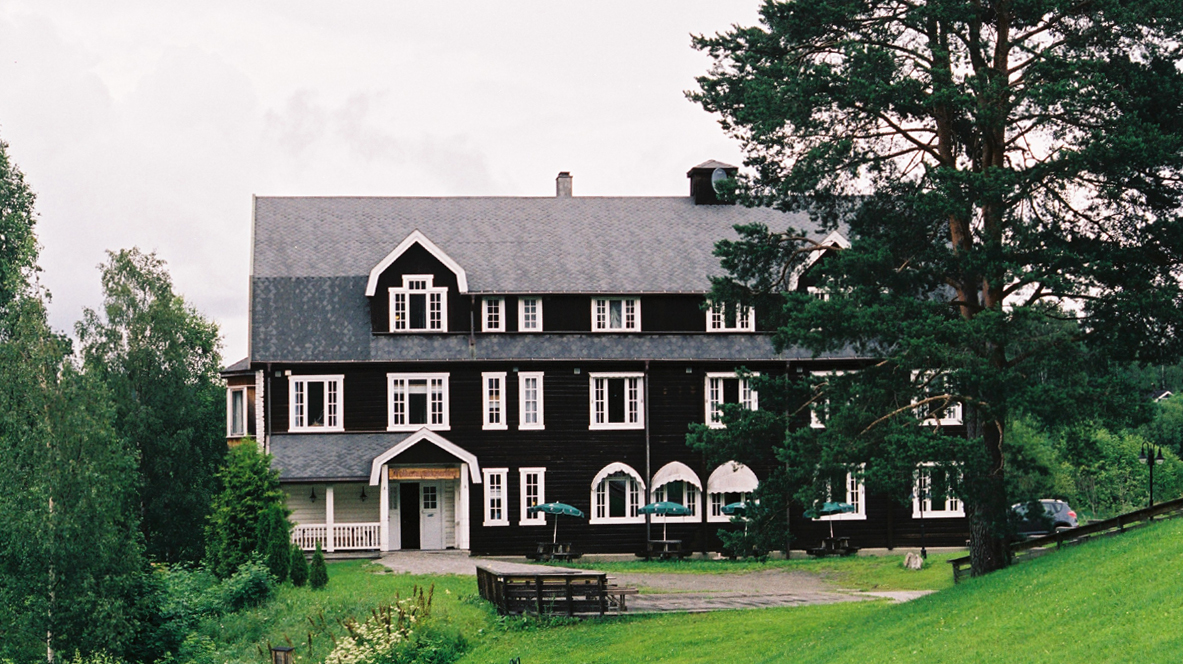
Centrum Muzyki Ludowej w Buskerud

## Centrum Muzyki Ludowej w Buskerud
Na terenie Centrum Muzyki Ludowej w Buskerud znajduje się również skansen.
Centrum muzyki ludowej zajmuje się głównie gromadzeniem, przechowywaniem i promocją lokalnej muzyki ludowej i tańca. Archiwum muzyki ludowej zawiera materiały historyczne dotyczące lokalnej muzyki ludowej.